# WWF War Zone
WWF: War Zone é um jogo para Nintendo 64 e PlayStation, que retrata lutas de wrestlers reais da WWE.

## Wrestlers
| - Ahmed Johnson - Bret Hart - British Bulldog - Faarooq - Goldust - Headbanger Mosh - Headbanger Thrasher - Kane | - Ken Shamrock - Mankind - Owen Hart - The Rock - Shawn Michaels - Stone Cold Steve Austin - Triple H - The Undertaker |